# Масалов, Юрий Семёнович
Юрий Семёнович Масалов (1927—1997) — советский военный деятель, специалист в области боевого управления и применения подвижных узлов радиоуправления стратегических ракетных комплексов, полковник-инженер (1977). Лауреат Государственной премии СССР (1990).

## Биография
Родился 22 января 1935 года в Грозном, Чечено-Ингушской АССР.
С 1954 по 1957 год обучался в Камышинском артиллерийском техническом училище. С 1957 по 1961 год на службе в Советской армии в составе 72-й инженерной бригаде особого назначения РВГК входящей в состав Группы Советских войск в Германии, где служил в должностях: с 1957 по 1958 год — начальник расчёта и старший техник аппаратных машин стартового отделения стартовой батареи, с 1958 по 1959 год — начальник ремонтной мастерской специального и артиллерийского вооружения, с 1959 по 1961 год — начальник ракетного отделения.
С 1961 по 1966 год обучался в Харьковском высшем командно-инженерном училище. С 1966 по 1968 год находился на научно-исследовательской работе в Центральном узле связи Ракетных войск стратегического назначения СССР (ЦУС РВСН) в должностях: с 1966 по 1967 год — инженер отдела оперативной связи Центра оперативной связи и систем автоматизированного управления, с 1967 по 1968 год — старший инженер отдела сопряжения автоматизированных систем управления войсками с электронно-вычислительными машинами.
С 1968 по 1991 год работал в центральном аппарате Главного Штаба РВСН СССР в должностях: офицер, старший офицер, заместитель начальника и с 1979 по 1991 год — начальник 6-го отдела Оперативного управления. В 1977 году Приказом МО СССР Ю. С. Масалову было присвоено воинское звание полковник-инженер. С 1980 по 1982 год проходил обучение на Высших академических курсах при Военной ордена Ленина Краснознамённой ордена Суворова академии Генерального штаба Вооружённых Сил СССР имени К. Е. Ворошилова. В 1990 году «закрытым» Постановлением ЦК КПСС и СМ СССР Ю. С. Масалов был удостоен Государственной премии СССР.
С 1991 года в запасе Вооружённых сил СССР.
Скончался 11 декабря 1997 года в Москве, похоронен на Лайковском кладбище, города Одинцово Московской области.

## Награды
- Орден Трудового Красного Знамени (1990)
- Орден Красной Звезды (1977)
- Государственная премия СССР (1990)[1][2][3]